# Liste des officiers de l'ordre de la Toison d'or
Ceci est une liste chronologique des officiers (chanceliers, trésoriers, greffiers et rois d'armes) au service de l'Ordre de la Toison d'or.

## Fonctions
Quand un officier mourait, le chapitre avait le devoir d'élire son successeur, qui aura cette charge à vie. Chacun avait une voix ; sauf le souverain qui en avait deux. Les élus devaient prêter serment, avant de prendre charge de son office. Normalement les officiers arrivaient déjà quelques jours d'avance au Chapitre, pour préparer le cérémonial.

## Chanceliers
Le chancelier a la garde du sceau de l'ordre et prépare l'ordre du jour des chapitres. Il prononce le discours funèbre des chevaliers morts, et à l'issue de chaque chapitre, il fait un sermon de circonstance exaltant la noblesse de l'ordre. C'est lui également qui mène l'enquête sur les chevaliers délinquants et qui propose la peine éventuellement à infliger.    
|     | Période                | nom                                 |
| --- | ---------------------- | ----------------------------------- |
| 1.  | 1429 (1430 n.st.)-1461 | Jean Germain                        |
| 2.  | 1461-1473              | Guillaume Fillâtre                  |
| 3.  | 1473-1480              | Ferry de Clugny                     |
| 4.  | 1480-1492              | Jean de Lannoy                      |
| 5.  | 1493-1502              | Henri de Bergues                    |
| 6.  | 1504-1529              | Philibert Naturel                   |
| 7.  | 1531-1532              | Jean Lescot                         |
| 8.  | 1531-1562              | Philippe Nigri dit le Noir          |
| 9.  | 1563-1577              | Viglius d'Aytta                     |
| 10. | 1581-1585              | Jean Fonck                          |
| 11. | 1587-1595              | Jean-Charles Schetz de Grobbendonck |
| 12. | 1599-1621              | Antoine del Valle                   |
| 13. | 1621-1622              | Robert de Schildere                 |
| 14. | 1623-1635              | Jean-Louis de Laloo                 |
| 15. | 1649-1651              | Jules Chifflet                      |
| 16. | 1651-1671              | Martin Prats                        |
| 17. | 1699-1720              | Comte (1711) Léonard d'Elzius       |

## Trésoriers
Le trésorier était chargé de garder les colliers en or, et veiller à leur état. Sauf par perte de guerre et d'Honneur, les chevaliers était tenu de remplacer leur propre collier en cas de perte, car il restait la propriété de l'Ordre.
|     | Service   | nom                                   |
| --- | --------- | ------------------------------------- |
| 1.  | 1430-1447 | Guy Guilbaut                          |
| 2.  | 1447-1472 | Pierre Bladelin dit Leestmakere       |
| 3.  | 1472-1477 | Guillaume de Clugny                   |
| 4.  | 1477-1484 | Jean de Gros                          |
| 5.  | 1484-1485 | Nicolas de Gondeval                   |
| 6.  | 1486-1520 | Louis Quarré                          |
| 7.  | 1520-1528 | Philippe Hanneton                     |
| 8.  | 1528-...  | Philippe Numan                        |
| 9.  | ...-1539  | Jean Micault                          |
| 10. | 1539-1548 | Henri Sterck                          |
| 11. | 1548-1555 | Gérard de Veltwyck                    |
| 12. | 1555-1561 | Pierre Boisot                         |
| 13. | 1562-1572 | Charles de Tisnacq                    |
| 14. | 1581-1607 | Christophe d'Assonleville             |
| 15. | 1611-1620 | Louis Verreycken                      |
| 16. | 1620-1633 | Louis-François Verreycken             |
| 17. | 1633-1649 | Henri Schotti                         |
| 18. | 1649-     | Jacques Bruneau vicomte de la Wastine |

## Greffiers
Le greffier était chargé de faire trois livres en parchemin, l'un contenant les causes, statuts et ordonnances de l'ordre, l'autre relatant toutes les prouesses louables et honorables faites, le troisième portant les procès-verbaux des chapitres et faisant mention des "corrections". Il devait savoir le latin, le français et le thiois. 
|     | Service         | nom                         |
| --- | --------------- | --------------------------- |
| 1.  | 1430-1461       | Jean Hibert                 |
| 2.  | 1461-1490       | Martin van Steenberghe      |
| 3.  | 1491-1493       | Charles Soillot             |
| 4.  | 1493-1493       | Christophe Mertens          |
| 5.  | 1496-1496       | Louis le Brun               |
| 6.  | 1496-1542       | Laurent de Blioul           |
| 7.  | 1542-1561       | Nicolas Nicolaï dit Grudius |
| 8.  | 1561-1572       | Josse de Courtewille        |
| 9.  | 1581-1603       | François le Vasseur         |
| 10. | (1599) 1613-... | Antoine Bolle de Pintaflour |
| 11. | 1623-1641       | Mathieu Rosmarin            |
| 12. | 1641-...        | Balthazar Molinet           |
| 13. | ...-1679        | Julien-Balthazar Molinet    |
| 14. | 1679-1732       | Nicolas-Balthazar Molinet   |

## Rois d'armes, dit Toison d'or
Ce roi d'armes, portant pour nom d'office « Toison d'or », est chargé d'organiser les cérémonies, de faire les messageries et les ambassades pour l'ordre. Il reçoit en outre la prééminence sur les autres officiers d'armes des ducs de Bourgogne et de leurs successeurs.
|     | Service   | nom                         |
| --- | --------- | --------------------------- |
| 1.  | 1430-1468 | Jean Le Fèvre de Saint-Remy |
| 2.  | 1468-1492 | Gilles Gobet                |
| 3.  | 1492-1539 | Thomas Ysaac                |
| 4.  | 1540-1549 | François de Bourgogne       |
| 5.  | 1549-1561 | Antoine de Beaulaincourt    |
| 6.  | 1561-...  | Nicolas de Hammes           |
| 7.  | 1581-1587 | Claude Marion               |
| 8.  | 1587-...  | François Damant             |
| 9.  | 1611-1635 | Jean Hervart                |
| 10. | 1635-1663 | Joseph-Antoine Hervart      |
| 11. | 1663-1680 | Jean Hervart                |
| 12. | 1680-...  | Sebastian Muñoz de Hervart  |
| 13. | 1683-...  | Francisco Muñoz de Hervart  |
| 14. | ...-1734  | Jean van Ysendyck           |